# Félix Cárdenas
Pour les articles homonymes, voir Cárdenas.
Cárdenas  Ravalo est un nom espagnol. Le premier nom de famille, en général paternel, est Cárdenas ; le second, en général maternel, souvent omis, est Ravalo.
Félix Rafael Cárdenas Ravalo est un coureur cycliste colombien né le 24 novembre 1972 à Encino (département de Santander). Il est considéré comme un pur grimpeur.

## Biographie
Il passe professionnel en 2000 et a évolué successivement dans les équipes Kelme (2000-2001), Cage Maglierie (2002), Café Baqué (2003-2004) et Barloworld (2005-2009).
Ses principaux faits d'armes sont 3 victoires d'étapes sur le Tour d'Espagne (2000-2003-2004) et une étape sur le Tour de France 2001 à Ax 3 Domaines. Il compte 24 victoires à son palmarès, principalement acquises en altitude.
En 2010, après dix années passées à exercer sa carrière en Europe, il rentre en Colombie avec la volonté de terminer sa carrière par une victoire dans une des deux épreuves phares du cyclisme national (le Tour de Colombie ou le Clásico RCN). Après un Tour de Colombie décevant achevé par un abandon, il remporte en octobre le Clásico RCN 2010. Il déclare à cette occasion pouvoir se retirer l'esprit tranquille. Quelques jours plus tard, il devient champion national, réglant au sprint ses compagnons d'échappée.
En 2011, il remporte le Tour de Colombie. Il remporte la 4e étape et s'empare du maillot de leader pour six jours (jour de repos compris). Lors de 9e étape, il ne peut répondre aux attaques des leaders de l'équipe cycliste Gobernación de Antioquia-Indeportes Antioquia que sont Óscar Sevilla et Sergio Henao. Il perd la tête du classement général provisoire, au profit de ce dernier. Cependant, il reste à quelques secondes derrière (entre 9 et 12 secondes). Lors de l'ultime étape un contre-la-montre en côte de 18 kilomètres, Félix Cárdenas renverse la situation et remporte la 61e édition de la Vuelta a Colombia. Il devance, pour seulement deux secondes, son dauphin Giovanni Báez, vainqueur en 2008.
Il prend également part à de nombreuses épreuves du calendrier national comme la Clásica de Santander qu'il remporte.
En revanche, lors du Clásico RCN 2011, il subit la course et n'est pas en mesure de conserver son titre. Dès la deuxième étape, il perd deux minutes, avec nombre de favoris, sur Sergio Henao et Rafael Infantino. La sixième étape lui est fatale, il arrive à Génova avec plus de douze minutes de retard sur Mauricio Ortega. Et malgré de nombreuses tentatives d'échappées (comme lors des cinquième, septième et même huitième étapes), toutes infructueuses, son retard s'accroît. Il atteint plus de vingt minutes au matin de l'avant-dernière étape où il abandonne.

### Année 2012
Toujours membre de la formation GW Shimano, il dispute, début janvier, le Tour du Chili 2012 (es). Il remporte l'étape reine de ce Tour. Lors de la montée finale longue de 33 km, il relègue le leader de l'épreuve, Luis Mansilla à seize minutes. Mais pour 18 secondes, il ne réussit pas à subtiliser la victoire finale au Chilien Patricio Almonacid, payant ses lacunes dans les contre-la-montre par équipes et individuel.
À la fin du mois, il est au départ du Tour de San Luis à la tête d'une équipe colombienne, composée de membres de sa formation et de la sélection colombienne de poursuite par équipes (qualifiée pour les Jeux olympiques). Après avoir perdu du temps dans chaque étape importante, il se retrouve vingt-et-unième, à la veille de l'arrivée. Il abandonne lors de la dernière étape.
Puis il dispute les courses du calendrier national colombien. Il termine cinquième de la première course par étapes de l'année, la Vuelta al Valle et sur les podiums de la Clásica del Club Deportivo Boyacá et de la Clásica de Anapoima. À la mi-avril, il remporte la Vuelta al Tolima. Lors de la première étape, il se détache dans l'ultime col, seul Freddy González revient sur lui et le bat au sprint. Il prend le maillot de leader lors de la 3e étape, où González ne peut l'accompagner dans l'ascension finale. Cárdenas remporte l'édition deux jours plus tard, en réussissant à conserver sa seconde d'avance sur Óscar Sevilla.
Puis, Félix Cárdenas se présente au départ du Tour de Colombie 2012, en étant un des principaux favoris. Luis Alfonso Cely, son directeur sportif annonce que toute l'équipe est organisée autour de lui pour qu'il puisse conserver son titre. Lors du prologue, seul Fabio Duarte peut l'empêcher de s'emparer de la tunique de leader de la course, en réussissant un temps inférieur de seulement 73 centièmes, à celui réalisé par El Gato. Dès le lendemain, Cárdenas profite d'une étape volante, pour grappiller trois secondes de bonifications et prendre la tête du classement général. Edwin Ávila l'en dépossède 24 heures plus tard. Ávila fait la chasse aux secondes de bonifications toute l'étape, et réussit à en récolter huit, qui lui permettent d'endosser le maillot de leader. Cárdenas, à trois secondes, revient à égalité de temps, dès le début de la troisième étape, en remportant le premier sprint-bonification. Mieux, 150 km plus loin, à Ibagué, il profite de l'arrivée en montée pour s'imposer devant un peloton d'une centaine d'unités. La victoire d'étape s'accompagne de sa prise de pouvoir dans les classements des étapes volantes, de la régularité et du général individuel.
Moins d'un mois plus tard dans l'épreuve suivante du calendrier colombien, Félix Cárdenas domine totalement la concurrence et s'adjuge la Clásica de Girardot, pour la troisième fois.
Peu de jours avant de disputer l'épreuve sur route des XIXe Juegos Deportivos Nacionales, il gagne, légèrement détaché, la seconde étape du Clásico del Periódico El Colombiano et s'impose au classement général final. Douze jours plus tard, malgré une violente chute au premier tour, dans laquelle il brise son vélo, il négocie parfaitement le circuit sur lequel se déroule la course en ligne des Jeux. Aidé, efficacement, par ses coéquipiers, du département de Boyacá, qui durcissent la course, au moment de la jonction avec l'échappé du jour, Robinson Chalapud. Dans le dernier tour, il lance son attaque décisive dans la principale difficulté du circuit. Seuls Brayan Ramírez et Darwin Atapuma peuvent le suivre. Le titre se dispute entre eux. Ramírez lance le sprint mais se fait remonter par Cárdenas. Celui-ci termine l'année 2012 sur ce succès.
Au mois de décembre, Cárdenas annonce ne pas poursuivre avec la formation GW Shimano. Le 19 décembre, contacté par le directeur sportif Omar Guerrero, il trouve un accord avec l'équipe Formesan - Bogotá Humana. Celle-ci trouve en lui son leader, après le départ d'Óscar Sevilla.

### Année 2013
Moins de deux mois après sa dernière course, il commence l'année 2013, avec l'accord de la direction de sa nouvelle équipe Formesan, au sein d'une formation issue des départements de Boyacá et de Santander, au Tour du Táchira, épreuve vénézuélienne de l'UCI America Tour 2013. Il dispute la course comme préparation à la saison colombienne, sans prétention sur le podium final. Il se glisse, toutefois, dans une échappée lors de la quatrième étape, mais ne peut la conclure victorieusement (il termine troisième).
La saison cycliste colombienne commence véritablement à la fin mars par la Vuelta al Valle. Lors de la dernière étape, la plus accidentée, il finit légèrement détaché pour s'imposer et grimper sur le podium final. En manque de confiance, durant un mois, les résultats qu'il décrochent ne sont pas conformes à son année 2012. Lors des championnats nationaux, il rate le podium de la course en ligne par précipitation. L'arrivée est en légère montée, il lance le sprint trop tôt et se fait dépasser par trois coureurs, pour échouer à la quatrième place.
La semaine suivante, absent lors de l'étape-reine de la Vuelta al Tolima, il se rattrape en remportant, au sprint, les deux dernières étapes de l'épreuve. Il s'impose, en outre, dans le classement des étapes volantes. Trois jours plus tard, après maintes tergiversations, la fédération colombienne de cyclisme décide finalement d'envoyer une délégation aux championnats panaméricains de Zacatecas, au Mexique. Cárdenas est convié, aux côtés d'hommes expérimentés comme Walter Pedraza ou Luis Felipe Laverde. Avec son compatriote Jonathan Paredes, échappé et futur vainqueur, Cárdenas termine, dans le peloton qui se dispute la quatrième place, au treizième rang.
Malgré un début de saison en demi-teinte, double tenant du titre, il arrive au Tour de Colombie avec l'étiquette de favori. Il confirme ce statut dès la deuxième étape, en prenant place dans une cassure qui lui permet de prendre trois minutes d'avance sur des hommes comme Óscar Sevilla ou Alex Cano. Mais il régresse dans la hiérarchie cinq jours plus tard, en perdant cinq minutes à l'arrivée à Manizales. Bien qu'il soit aux avant-postes les étapes suivantes, remportant même la neuvième, il perd toute chance de podium, à la veille de l'arrivée, . Sa fin de saison n'est pas plus satisfaisante. Vainqueur d'une étape de la Vuelta a Boyacá, il arrive au Clásico RCN avec l'espoir de bien figurer. Mais il abandonne dans la cinquième étape, après une chute la veille.

### Année 2014
Dès les premiers mois de l'année, il dispute des compétitions en Amérique latine. En janvier, il termine huitième du Tour du Táchira, après avoir occupé la place de leader deux jours. En février, il achève la Vuelta a la Independencia Nacional au septième rang. Il arrive au Tour de Colombie, sans résultats probants, hormis une huitième place dans la course en ligne des championnats nationaux. Toujours dans la lutte pour un podium à l'issue de la huitième étape qu'il remporte, il perd toute chance d'un bon classement, dès le lendemain, en étant relégué à vingt-cinq minutes du vainqueur du jour, . Quelques jours plus tard, il s'impose lors de la dernière étape de la Vuelta a Santander. Ce qui s'avère être la dernière victoire de sa carrière cycliste, puisqu'il termine deuxième au classement général de cette compétition et qu'il abandonne lors de la sixième étape du Clásico RCN, dernière épreuve majeure de son calendrier.
Au mois d'octobre, après deux saisons passées dans la formation Formesan et une année perturbée par une lésion qui l'a handicapé tout au long de l'année, Félix Cárdenas attend une offre pour poursuivre sa carrière en 2015. En espérant signer dans une grande équipe, il a pour objectif de démontrer qu'il a recouvré l'intégralité de ses qualités et de défendre son titre des Juegos Deportivos Nacionales, obtenu en 2013. Dans le cas extrême, où Cárdenas ne trouverait pas d'équipe, il se consacrerait à ses activités commerciales et au soutien des nouvelles générations du cyclisme boyacense avec son école et enseigne Zero stress. Il échoue dans ses recherches et doit mettre un terme à sa carrière cycliste.
En novembre 2016, l'annonce est faite de son retour dans le milieu du cyclisme professionnel colombien, pour la saison suivante. En effet, il intègre la direction sportive de la formation GW Shimano en tant que « directeur de course ». Avec celle-ci, il avait notamment remporté le championnat de Colombie, le Tour de Colombie ou le Clásico RCN. En juin 2017, insatisfait de son apport au groupe cycliste, Félix Cárdenas se résout à mettre un terme à sa collaboration avec l'équipe GW Shimano. Il décide de se consacrer de nouveau à son négoce dans le département de Boyacá.

## Équipes
- Amateurs :
  - 1995 :  Pony Malta[66]
  - 1996 :  Pony Malta de Bavaria[67]
  - 1997 :  Lotería de Boyacá
  - 1998 :  Petróleos de Colombia
  - 1999 :  Lotería de Santander[68]
- Professionnelles[69] :
  - 2000 :  Kelme-Costa Blanca
  - 2001 :  Kelme-Costa Blanca
  - 2002 :  Cage Maglierie-Olmo
  - 2003 :  Labarca 2-Cafés Baque
  - 2004 :  Cafés Baque
  - 2005 :  Barloworld-Valsir
  - 2006 :  Barloworld
  - 2007 :  Barloworld
  - 2008 :  Barloworld
  - 2009 :  Barloworld
- Amateurs :
  - 2010 :  GW Shimano
  - 2011 :  GW Shimano
  - 2012 :  GW Shimano
  - 2013 :  Formesan-Bogotá Humana
  - 2014 :  Formesan-Bogotá Humana

## Palmarès

### Palmarès année par année
| - 1995 - Vuelta a Boyacá - 2e du championnat de Colombie sur route amateurs - 1996 - 3e étape du Clásico RCN - 1999 - 3e du Tour de Colombie - 2000 - 10e étape du Tour d'Espagne - 4e étape du Tour du Limousin - 2001 - 12e étape du Tour de France - 2002 - 4e étape du Tour du Trentin - 9e et 11e étapes du Tour de Colombie - 2003 - Tour de La Rioja : - Classement général - 2e étape - 4e étape du Tour de Castille-et-León - 7e et 11e étapes du Tour de Colombie - 8e étape du Clásico RCN - Tour d'Espagne : - Classement de la montagne - 16e étape - 2e du Tour de Colombie - 8e du Tour d'Espagne - 2004 - Tour d'Espagne : - Classement de la montagne - 17e étape - 4e étape du Clásico RCN - 2e du Tour des Asturies - 2e du Clásico RCN - 3e de la Clásica de Fusagasugá - 2005 - Tour du Japon : - Classement général - 3e et 5e étapes - 3e du Grand Prix Nobili Rubinetterie - 2006 - 2e étape du Brixia Tour - Prueba Villafranca de Ordizia - Gran Premio Industria e Commercio Artigianato Carnaghese | - 2007 - 1re étape du Tour du Cap - 2e du Tour du Cap - 2e du Tour de l'Alentejo - 2e du Grand Prix Nobili Rubinetterie - 2008 - 2e étape du Clásico RCN - 2010 - Champion de Colombie sur route - Classement général de la Clásica de Girardot - 2e et 5e étapes de la Vuelta a Boyacá - Clásico RCN : - Classement général - 1re étape (contre-la-montre par équipes) - 2011 - 1re étape de la Vuelta al Tolima - Tour de Colombie : - Classement général - 4e étape - 3e de la Clásica de Rionegro - 2012 - 9e étape du Tour du Chili - Classement général de la Vuelta al Tolima - Tour de Colombie : - Classement général - 3e, 4e et 10e étapes - Clásica de Girardot : - Classement général - 1re, 2e et 3e étapes - 2e du Tour du Chili - 2013 - 5e étape de la Vuelta al Valle del Cauca - 3e et 4e étapes de la Vuelta al Tolima - 9e étape du Tour de Colombie - 4e étape de la Vuelta a Boyacá - 3e de la Vuelta al Valle del Cauca - 2014 - 8e étape du Tour de Colombie |  |

### Résultats sur lesgrands tours

#### Tour de France
3 participations.
- 2001 : 61e du classement général et vainqueur de la 12e étape.
- 2007 : 106e du classement général.
- 2008 : abandon lors de la 11e étape (contusions au genou gauche).

#### Tour d'Espagne
4 participations
- 2000 : 31e du classement général et vainqueur de la 10e étape.
- 2001 : 95e du classement général.
- 2003 : 8e du classement général, vainqueur du  classement du meilleur grimpeur et de la 16e étape.
- 2004 : 29e du classement général, vainqueur du  classement du meilleur grimpeur et de la 17e étape.

#### Tour d'Italie
3 participations
- 2000 : abandon lors de la 19e étape.
- 2008 : 16e du classement général.
- 2009 : 66e du classement général.

### Classements mondiaux
| Année                  | 2005 | 2006 | 2007 | 2008 | 2009 | 2010 | 2011 | 2012 | 2013 | 2014 |
| ---------------------- | ---- | ---- | ---- | ---- | ---- | ---- | ---- | ---- | ---- | ---- |
| Calendrier mondial UCI |      |      |      |      | 181e |      |      |      |      |      |
| UCI Africa Tour        |      | 86e  | 36e  | 149e | 49e  |      |      |      |      |      |
| UCI America Tour       |      |      |      |      |      |      |      | 4e   | 121e | 75e  |
| UCI Asia Tour          | 20e  |      |      |      |      |      |      |      |      |      |
| UCI Europe Tour        | 401e | 30e  | 95e  |      | 460e |      |      |      |      |      |

### Résultats sur les championnats

#### Championnats du monde professionnels

##### Course en ligne
3 participations.
- 2003 : 55e au classement final.
- 2006 : abandon.
- 2008 : 60e au classement final.

##### Contre-la-montre
1 participation.
- 2008 : 39e au classement final.

#### Championnats du monde amateurs
1 participation.
- 1995 : 23e au classement final[85].